# Мейер, Павел Константинович
Павел Константинович Мейер (1859—1929) — физик, профессор.

## Биография
Родился в Бессарабской губернии. Учился в Парижском университете на физико-химическом и математическом отделениях естественного факультета. Был преподавателем во Франции, аспирантом Сорбонны. Преподавал в Москве, в том числе на физико-математическом факультете Московского университета; во 2-й Московской гимназии преподавал французский язык.
С сентября 1919 года он работал в Вятском институте народного образования. С 1922 года был заведующим отделом электротехники Вятского НИИ краеведения.
П. К. Мейер — конструктор физических приборов, разработчик проектов ГЭС малой мощности на реках Коса, Суна, Святица, а также во Франции, куда приглашался в качестве эксперта.
Умер в Париже.